# Kenneth Petersen
 Der er flere personer med dette navn, se Kenneth Petersen (flertydig).
Kenneth Petersen (født 18. december 1965) var en dansk atlet. Dansk rekordholder i spydkast. Han var medlem af Sparta (-1988) og Københavns IF (1989-1992). I perioden 1985-1998 vandt han ti DM i spydkast. Han var fem gange på landsholdet i Europa cupen. Deltog i VM 1993 og 1995 samt EM 1986 uden at nå til finalen.

## Danske mesterskaber
- Spydkast: 1985-1989, 1992-1995 og 1997-1998

## Dansk rekord
- Spydkast: 81,22 meter Østerbro stadion 5. august 1989.[2]